# Boca Raton Bowl
El Boca Raton Bowl es un bowl de fútbol americano universitario organizado por la NCAA que se jugó por primera vez en diciembre de 2014 en el FIU Stadium de la Florida International University.

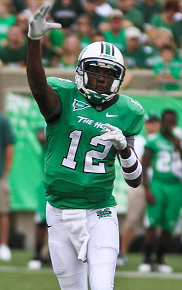
Rakeem Cato fue el MVP en 2014.

## Historia
Fue creado el 8 de octubre de 2013 y por primera vez se jugó en 2014 durante el periodo de pos-temporada 2014/15. Es propiedad de ESPN Events, así como su dirección y derechos televisivos.
En octubre de 2015, la compañía de ropa y artículos deportivos Marmot hizo el anuncio de que sería el patrocinador del partido. En diciembre de 2017 Cheribundi, una compañía de bebidas de New York, anunció que sería el nuevo patrocinador.
En 2016, Kenneth Langone fue llamado "Comisionado Vitalicio" del Boca Raton Bowl. Langone es concodio por andar en las graderías vendiendo LEOs (Lox, Eggs, y Onions) durante el juego.

## Conferencias
El bowl hace los enfrentamientos con los equipos de la Mid-American Conference (MAC) en 2014 y 2015, ante oponentes de la Conference USA (C-USA) en el primer año y con la American Athletic Conference (The American) en el siguiente.
En 2014, Northern Illinois, ganó el título de la MAC en 2014, por lo que sería el representante de su conferencia, mientras en la C-USA el campeón fue Marshall. Tanto MAC como C-USA no tenían puestos auomáticos en un bowl en 2014; C-USA había perdido su contrato con el Liberty Bowl, cuando el Little Caesars Pizza Bowl, en el que usualmente jugaba el campeón de MAC, fue descontinuado desde 2013 y reemplazado por el GoDaddy Bowl, que tendría a un equipo de MAC tomando al campeón de la conferencia si así lo querían, pero no invitaron a Marshall. En 2015, MAC mandó a Toledo y The American a Temple.
En 2016 y 2017, C-USA y The American tenían las elecciones prioritarias para el bowl. En 2016, C-USA envió a Western Kentucky y The American a Memphis. En 2017, C-USA eligió a Florida Atlantic cuando su oponente, Akron, era de MAC. Un enfrentamiento entre C-USA vs. MAC se repitió en 2018. Las "conferencias afiliadas" para 2019 fueron The American, C-USA y MAC.

## Resultados
| Fecha | Campeón          | Campeón | Finalista         | Finalista | Asistencia |
| ----- | ---------------- | ------- | ----------------- | --------- | ---------- |
| 2014  | Marshall         | 52      | Northern Illinois | 23        | 29,419     |
| 2015  | Toledo           | 32      | 24 Temple         | 17        | 25,908     |
| 2016  | Western Kentucky | 51      | Memphis           | 31        | 24,726     |
| 2017  | Florida Atlantic | 50      | Akron             | 3         | 25,912     |
| 2018  | UAB              | 37      | Northern Illinois | 13        | 22,614     |
| 2019  | Florida Atlantic | 52      | SMU               | 28        | 23,187     |
| 2020  | 13 BYU           | 49      | UCF               | 23        | 6000       |
| 2021  | Western Kentucky | 59      | Appalachian State | 38        | 15,429     |

- Fuente:[10]

## Participaciones

### Por Equipo
| Equipo            | Apariciones | Record |
| ----------------- | ----------- | ------ |
| Florida Atlantic  | 2           | 2–0    |
| Western Kentucky  | 2           | 2–0    |
| Northern Illinois | 2           | 0–2    |

Equipos con solo una aparición
Ganaron: BYU, Marshall, Toledo, UAB

Perdieron: Appalachian State, Akron, Memphis, SMU, Temple, UCF

### Por Conferencia
| Conferencia    | Record | Record | Record | Record                             | Apariciones            | Apariciones |
| Conferencia    | J      | G      | P      | Ganaron                            | Perdieron              |             |
| -------------- | ------ | ------ | ------ | ---------------------------------- | ---------------------- | ----------- |
| C-USA          | 6      | 6      | 0      | 2014, 2016, 2017, 2018, 2019, 2021 |                        |             |
| MAC            | 4      | 1      | 3      | 2015                               | 2014, 2017, 2018       |             |
| The American   | 4      | 0      | 4      |                                    | 2015, 2016, 2019, 2020 |             |
| Independientes | 1      | 1      | 0      | 2020                               |                        |             |
| Sun Belt       | 1      | 0      | 1      |                                    | 2021                   |             |

- Equipos Independientes: BYU (2020)

## Jugador Más Valioso
| Año  | Ofensivo      | Ofensivo | Ofensivo         | Defensivo       | Defensivo | Defensivo        | Equipos Especiales | Equipos Especiales | Equipos Especiales | Ref.   |
| Año  | Nombre        | Pos.     | Equipo           | Nombre          | Pos.      | Equipo           | Nombre             | Pos.               | Equipo             | Ref.   |
| ---- | ------------- | -------- | ---------------- | --------------- | --------- | ---------------- | ------------------ | ------------------ | ------------------ | ------ |
| 2014 | Rakeem Cato   | QB       | Marshall         |                 |           |                  |                    |                    |                    | [ 11 ] |
| 2015 | Phillip Ely   | QB       | Toledo           | Ju'Wan Woodley  | LB        | Toledo           |                    |                    |                    | [ 12 ] |
| 2016 | Anthony Wales | RB       | Western Kentucky | Keith Brown     | LB        | Western Kentucky |                    |                    |                    | [ 13 ] |
| 2017 | Jason Driskel | QB       | Florida Atlantic | Azeez Al-Shaair | LB        | Florida Atlantic |                    |                    |                    | [ 14 ] |
| 2018 | Xavier Ubosi  | WR       | UAB              | Anthony Rush    | NT        | UAB              |                    |                    |                    | [ 15 ] |
| 2019 | Chris Robison | QB       | Florida Atlantic | Rashad Smith    | LB        | Florida Atlantic | Matt Hayball       | P                  | Florida Atlantic   | [ 16 ] |
| 2020 | Zach Wilson   | QB       | BYU              | Keenan Pili     | LB        | BYU              | Caleb Christensen  | KR                 | BYU                | [ 17 ] |
| 2021 | Bailey Zappe  | QB       | Western Kentucky | Antwon Kincade  | DB        | Western Kentucky | John Haggerty III  | P                  | Western Kentucky   | [ 18 ] |

## Récords
| Equipo                             | Record, Equipo vs. Rival                                                                   | Año            |
| ---------------------------------- | ------------------------------------------------------------------------------------------ | -------------- |
| Más Puntos Anotados                | 59, Western Kentucky vs. Appalachian State                                                 | 2021           |
| Más Puntos Anotados (Perdedor)     | 38, Appalachian State vs. Western Kentucky                                                 | 2021           |
| Más Puntos en Conjunto             | 97, Western Kentucky vs. Appalachian State                                                 | 2021           |
| Menos Puntos Permitidos            | 3, Florida Atlantic vs. Akron                                                              | 2017           |
| Mayor victoria                     | 47, Florida Atlantic vs. Akron                                                             | 2017           |
| Yardas Totales                     | 655, BYU vs. UCF                                                                           | 2020           |
| Yardas Terrestres                  | 312, Florida Atlantic vs. Akron                                                            | 2017           |
| Yardas Aéreas                      | 441, BYU vs. UCF                                                                           | 2020           |
| First downs                        | 34, BYU vs. UCF                                                                            | 2020           |
| Menos Yardas Permitidas            | 146, Florida Atlantic vs. Akron                                                            | 2017           |
| Menos Yardas Terrestres Permitidas | 69, Florida Atlantic vs. Akron                                                             | 2017           |
| Menos Yardas Aéreas Permitidas     | 77, Florida Atlantic vs. Akron                                                             | 2017           |
| Individual                         | Record, Nombre, Equipo                                                                     | Año            |
| Yardas Totales                     | 329, Anthony Wales (Western Kentucky)                                                      | 2016           |
| Touchdowns Totales                 | 3, más reciente: Jerreth Sterns (Western Kentucky)                                         | 2021           |
| Yardas Terrestres                  | 245, Anthony Wales (Western Kentucky)                                                      | 2016           |
| Touchdowns Terrestres              | 3, compartido con: Anthony Wales (Western Kentucky) Devin Singletary (Florida Atlantic)    | 2016 2017      |
| Yardas Aéreas                      | 425, Zach Wilson (BYU)                                                                     | 2020           |
| Touchdowns Aéreos                  | 6, Bailey Zappe (Western Kentucky)                                                         | 2021           |
| Recepciones                        | 26, Devin Singletary (Florida Atlantic)                                                    | 2017           |
| Yardas por Recepción               | 227, Xavier Ubosi (UAB)                                                                    | 2018           |
| Recepciones de Touchdown           | 3, shared by Anthony Miller (Memphis) Xavier Ubosi (UAB) Jerreth Sterns (Western Kentucky) | 2016 2018 2021 |
| Tackleadas                         | 10, compartido con: Antwon Kincade (Western Kentucky) Kaiden Smith (Appalachian State)     | 2021           |
| Capturas                           | 3.0, campartido con: Arthur Maulet (Memphis) Nick Dawson (Western Kentucky)                | 2016           |
| Intercepciones                     | 1, más reciente: Miguel Edwards (Western Kentucky) Michael Pitts (Western Kentucky)        | 2021           |
| Jugadas Largas                     | Record, Nombre, Equipo                                                                     | Año            |
| Carrera de Touchdown               | 86 yds., Noah Whittington (Western Kentucky)                                               | 2021           |
| Pase de Touchdown                  | 80 yds., Cody Thompson (Toledo)                                                            | 2015           |
| Regreso de Kickoff                 | 93 yds., Deandre Reaves (Marshall)                                                         | 2014           |
| Regreso de Despeje                 | 24 yds., Jalen Young (Florida Atlantic)                                                    | 2017           |
| Regreso de Intercepción            | 22 yds., Rashad Smith (Florida Atlantic)                                                   | 2019           |
| Regreso de Fumble                  | 34 yds., Rashad Smith (Florida Atlantic)                                                   | 2019           |
| Despeje                            | 71 yds., Alex Starzyk (Temple)                                                             | 2015           |
| Gol de Campo                       | 42 yds., Nick Vogel (UAB)                                                                  | 2018           |